# Frigo fregoli
Pour plus de détails, voir Fiche technique et Distribution.
Frigo fregoli (The Playhouse) est un film muet américain écrit et réalisé par Buster Keaton et Edward F. Cline, sorti en 1921.

## Synopsis
Buster, devant le théâtre, se met à rêver de lui se produisant sur scène. Une performance hors-norme dans laquelle il joue tous les rôles, tant sur scène que dans le public. Une fois réveillé, il reprend son rôle d’accessoiriste dans le théâtre. Le chaos qui entoure le show l'oblige à monter sur scène, parfois à son insu.

## Fiche technique
Sauf indication contraire, les informations mentionnées dans cette section peuvent être confirmées par les bases de données cinématographiques  présentes dans la section « Liens externes ».
- Titre : Frigo fregoli
- Titre original : The Playhouse
- Réalisation : Buster Keaton et Edward F. Cline
- Scénario : Buster Keaton et Edward F. Cline
- Photographie : Elgin Lessley
- Direction technique : Fred Gabourie
- Production : Joseph M. Schenck
- Société de production : Comique Film Corporation
- Société de distribution : First National
- Pays de production :  États-Unis
- Langue : anglais américain
- Format : noir et blanc — 1,37:1 — 35 mm — son mono
- Langue originale : film muet avec les intertitres en anglais
- Genre : comédie
- Durée : deux bobines (20 minutes environ)
- Date de sortie :
  - États-Unis : 6 octobre 1921

## Distribution
Sauf indication contraire, les informations mentionnées dans cette section peuvent être confirmées par les bases de données cinématographiques  présentes dans la section « Liens externes ».

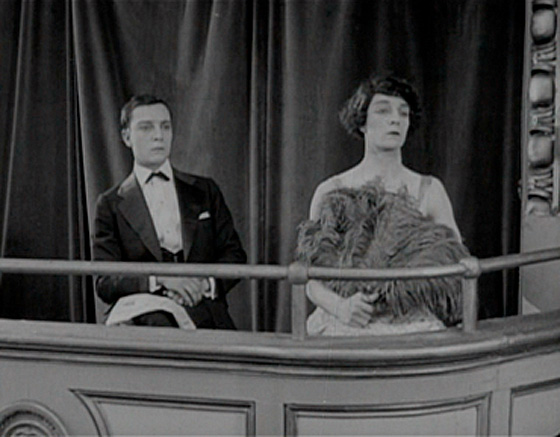
Scène du film.

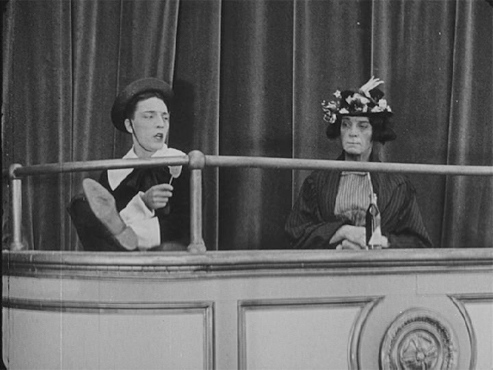
Scène du film.

- Buster Keaton : public homme et femme / orchestre / Mr. Brown - premier jongleur/ second jongleur / interacteurs / machiniste
- Virginia Fox : les jumelles
- Edward F. Cline : le responsable du singe
- Joe Roberts : le manager

## Autour du film
Inspiré par L'Homme orchestre de Georges Méliès, Buster Keaton se « multiplie » en interprétant vingt-sept personnages à lui seul, dont tous les musiciens d'un seul orchestre dans un seul plan. Il joue également le rôle de figurants noirs.